# САМ-7
САМ-7 — советский истребитель с мотором М-34, конструкции А. С. Москалева, построен в 1934—1935 годах. (завершён в 1935 году, тогда же летал).

## Конструкция
Двухместный бесхвостый истребитель сопровождения. Конструкция самолета цельнометаллическая. Набор фюзеляжа изготовлен из открытых и закрытых профилей. В хвостовой части фюзеляжа находился стрелок с выдвижной турелью, оснащённой спаренными пулеметами ШКАС. Во время боя задняя дверь кабины открывалась и турель выдвигалась назад, обеспечивая большую сферу обстрела.
Крыло самолёта имело небольшое удлинение и стреловидность (20 градусов). Сечение лонжеронов крыла двутавровое. Обшивка гладкая, толщиной 1,5-2,5 мм. На концах крыла были шайбы, которые выполняли роль вертикального хвостового оперенья. На задней кромке располагались щелевые закрылки, которые служили рулями высоты. Внешняя часть использовалась также в качестве элеронов. Профиль крыла Р-11.
На двигателе были установлены два синхронных пулемета ШКАС. Шасси самолёта имели масляную амортизацию и убирались в крыло. В носовой обшивке крыла был расположен испарительный радиатор.
Центровка самолета составляла 13-15 % САХ. При ней самолет был устойчив, что было проверено опытным путём на взлёте.
С мотором М-34р мощностью 850 л. с. скорость самолета на высоте 4000 м ожидалась больше 600 км/ч. Не был допущен к испытаниям.
Отличительными особенностями самолета являются его стреловидное (что для середины 30-х нехарактерно) крыло и относительно низкая масса (1000 кг пустой и 1480 кг — взлётная масса).